# Protiw prawił
Protiw prawił (ros. Против правил, Wbrew regułom) – czwarty album rosyjskiego wokalisty i autora tekstów, Dimy Biłana. Wydany został 10 czerwca 2008 roku. Na płycie znajduje się piętnaście utworów. Wydawnictwo zawiera również DVD z czterema teledyskami oraz foto sesją.

## Lista utworów
CD
1. «Против правил» – Protiw prawił (Wbrew zasadom) (3:28)
2. «Как раньше» – Kak ranshe (Jak wcześniej) (4:53)
3. «Я твой номер один» – Ya twoi numer odin (Jestem twoim numerem jeden) (3:09)
4. «Всё в твоих руках» – Wsio w twoich rukach (Wszystko w twoich rękach) (3:17)
5. «Тоска» – Toska (Smutek) (3:45)
6. «Горе-зима» – Gore-zima (Straszna-zima) (4:24)
7. «Мир» – Mir (Świat) (3:27)
8. «Берега-Небеса» – Berega-Nebesa (Brzegi-Nieba) (3:51)
9. «Космос» – Kosmos (Kosmos) (3:51)
10. «Ртуть» – Rtut (Rtęć) (3:24)
11. «Believe» (3:54)
12. «Secreto» (3:18)
13. «Porque aún te amo» (3:30)
14. «Number one fan» (3:10)

DVD
1. «Believe» (teledysk)
2. «Горе-зима» (teledysk)
3. «Number one fan» (teledysk)
4. «Я твой номер один» (teledysk)
5. Sesja fotograficzna»